# Vilanova d'Escornalbou
Vilanova d'Escornalbou è un comune spagnolo di 442 abitanti situato nella comunità autonoma della Catalogna.